# Ziesendorf
Ziesendorf è un comune del Meclemburgo-Pomerania Anteriore, in Germania.

## Geografia antropica

### Suddivisioni amministrative
Appartiene al circondario (Kreis) di Rostock ed è parte della comunità amministrativa (Amt) Warnow-West.